# The Market for Computer and Video Games
The Market for Computer and Video Games (stylisé The Market for Computer & Video Games) est un magazine hebdomadaire pour professionnels basé au Royaume-Uni et qui se focalise sur les aspects commerciaux de l'industrie du jeu vidéo, incluant les ventes au détail de jeux. Il est édité tous les vendredis et est disponible sur Internet ou en version papier via un abonnement.
MCV et le magazine de jeu vidéo Famitsu ont un partenariat exclusif qui permet un partage mutuel des contenus et nouvelles, qui peuvent alors apparaître dans les deux magazines.  